# 대구남명초등학교
대구남명초등학교는 대한민국 대구광역시 남구에 있는 공립 초등학교이다.

## 역사
- 1984-03-01 대구남명국민학교 개교
- 1996-03-01 대구남명초등학교로 교명 변경
- 2012-03-01 제12대 함동일 교장 부임
- 2015-02-13 제30회 졸업식(38명,총4170)